# Kieran Dowell
Kieran Dowell (Ormskirk, 10 oktober 1997) is een Engels voetballer die doorgaans als middenvelder speelt. Hij verruilde Everton in juli 2020 voor Norwich City.

## Clubcarrière
Dowell sloot zich op zevenjarige leeftijd aan bij Everton. Hij debuteerde op 11 december 2014 in het eerste elftal, in de zesde en laatste groepswedstrijd van de UEFA Europa League dat seizoen, tegen FK Krasnodar. Hij viel na elf minuten in voor de geblesseerde Christian Atsu. Everton, dat zich reeds had gekwalificeerd voor de volgende ronde, verloor in het eigen Goodison Park met 0-1.

## Clubstatistieken
| Seizoen | Club                | Competitie     | Wed. | Doelp. |
| ------- | ------------------- | -------------- | ---- | ------ |
| 2014/15 | Everton             | Premier League | 0    | 0      |
| 2015/16 | Everton             | Premier League | 2    | 0      |
| 2016/17 | Everton             | Premier League | 0    | 0      |
| 2017/18 | → Nottingham Forest | Championship   | 38   | 9      |
| 2018/19 | → Sheffield United  | Championship   | 16   | 2      |
| 2019/20 | → Derby County      | Championship   | 10   | 0      |
| Totaal  | Totaal              | Totaal         | 66   | 11     |

## Interlandcarrière
Dowell kwam uit voor diverse Engelse nationale jeugdelftallen. In 2014 debuteerde hij net als zijn ploegmaat bij Everton Ryan Ledson voor Engeland –18.

## Erelijst
| Wereldkampioen –20 | 1x | 2017 |